# Guziec zwyczajny
Guziec zwyczajny (Phacochoerus africanus) – ssak parzystokopytny z rodziny świniowatych. Występuje na terenach leśnych i na sawannie Afryki Subsaharyjskiej. W przeszłości był powszechnie traktowany jako podgatunek Phacochoerus aethiopicus, lecz obecnie ta nazwa naukowa jest zarezerwowana wyłącznie dla guźca pustynnego, występującego na terenach północnej Kenii, Somalii i wschodniej Etiopii.

## Podgatunki
Phacochoerus africanus aeliani (Cretzschmar, 1828) – Erytrea, Etiopia, Dżibuti, Somalia
Phacochoerus africanus africanus  (Gmelin, 1788) – Burkina Faso, Wybrzeże Kości Słoniowej, Demokratyczna Republika Konga, Etiopia,  Ghana, Gwinea Bissau, Czad, Mauretania, Nigeria, Senegal, Sudan
Phacochoerus africanus massaicus  (Lönnberg, 1908) – Kenia, Tanzania
Phacochoerus africanus sundevallii  (Lönnberg, 1908) – Botswana, Namibia, RPA, Zimbabwe

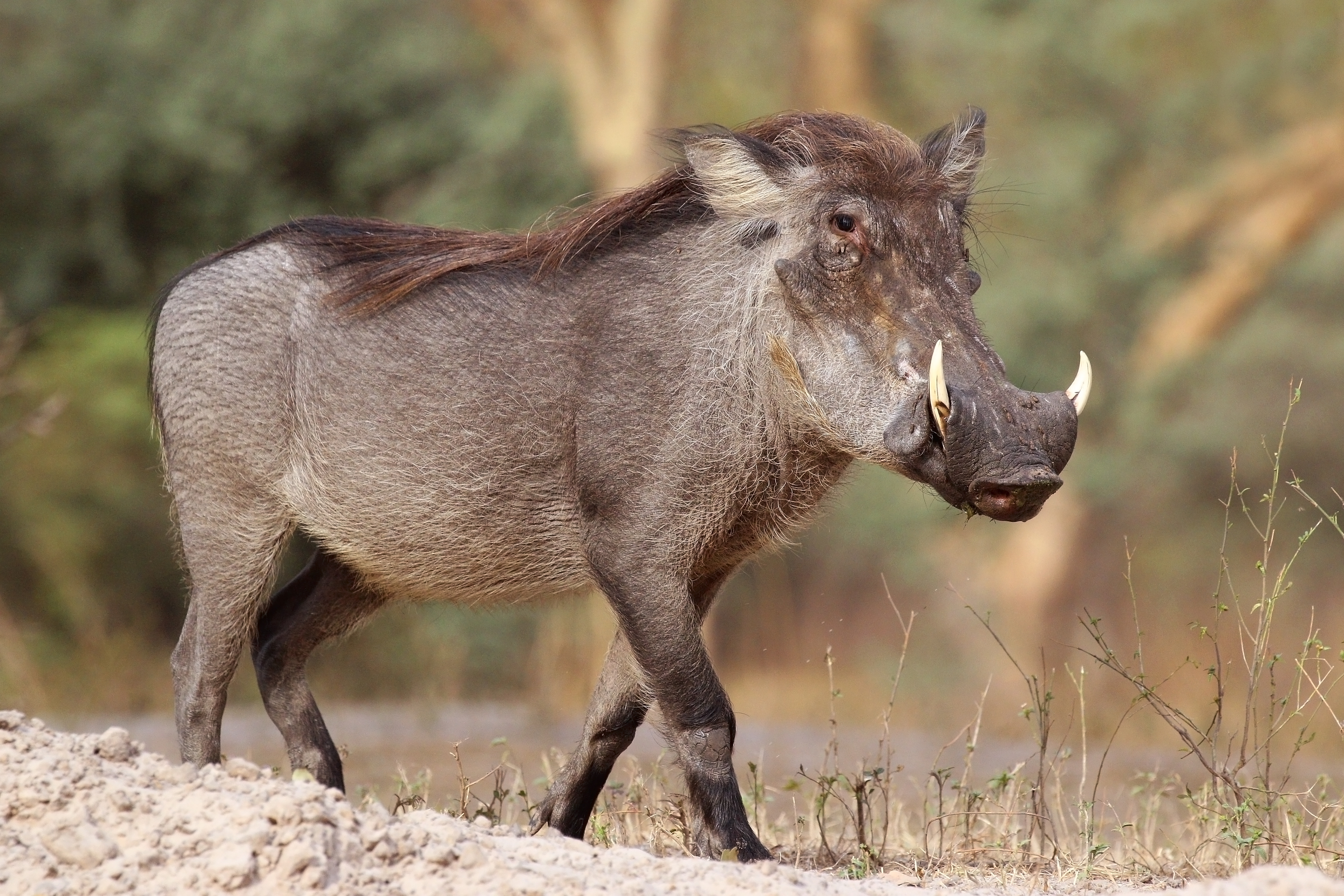
Phacochoerus africanus africanus, Senegal
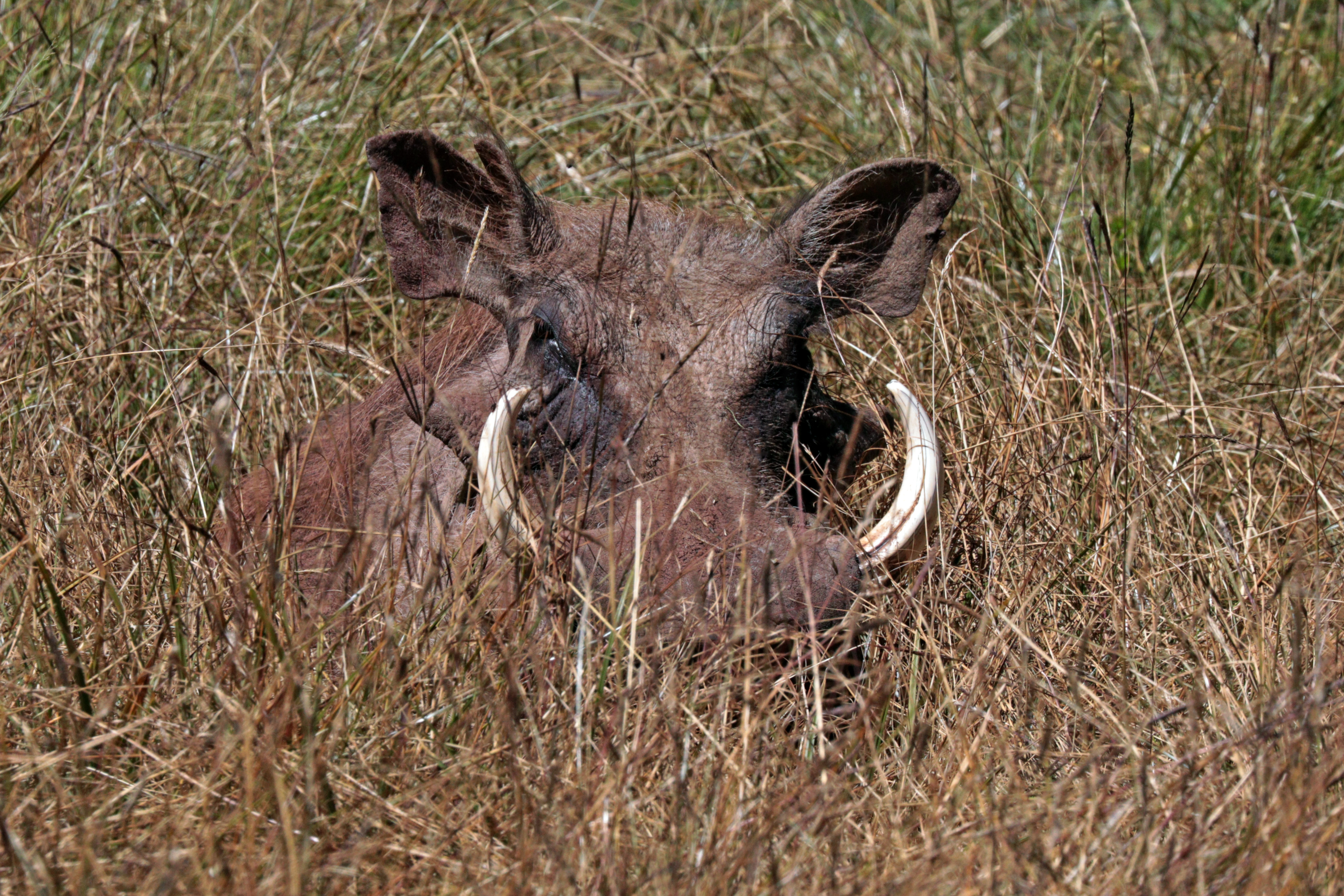
Phacochoerus africanus aeliani, Etiopia

## Opis

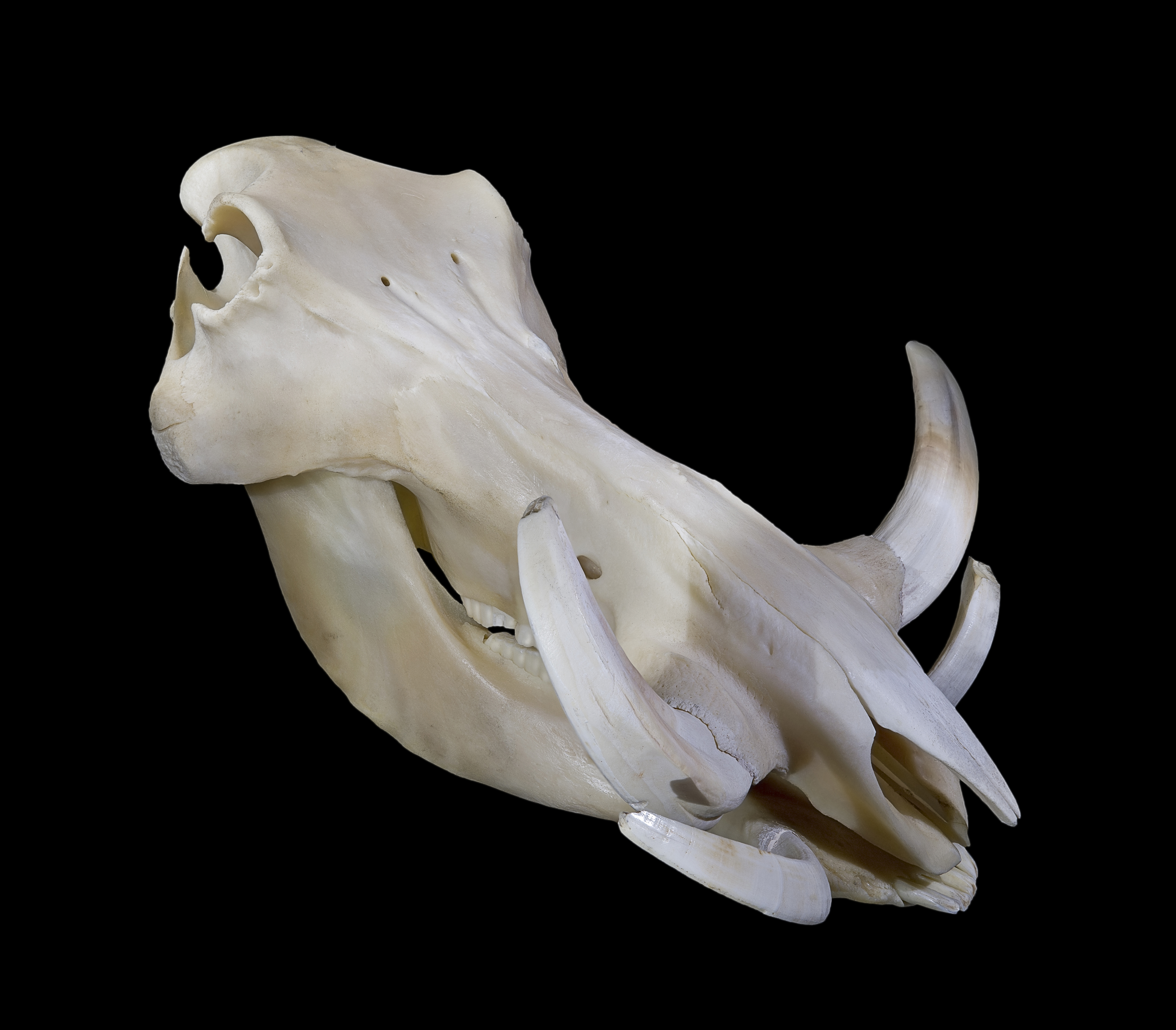
Czaszka

Guziec zwyczajny jest gatunkiem zwierzęcia średniego rozmiaru, o długości całkowitej ciała od 0,9 do 1,5 m i wysokości w kłębie od 63,5 do 85 cm. Samice, przy wadze od 45 do 75 kg, są zazwyczaj nieznacznie mniejsze i lżejsze od samców, ważących od 60 do 150 kg. Cechą charakterystyczną guźca są dwie pary kłów wystających z otworu gębowego i zakrzywionych ku górze. Dolna para, która jest znacznie krótsza od górnej, staje się bardzo ostra przez pocieranie o górną parę za każdym razem, gdy otwór gębowy jest otwierany lub zamykany. Górne kły mogą osiągać długość do 25,5 cm i mają szeroki, eliptyczny przekrój poprzeczny, będąc głębokim na 4,5 cm i szerokim na 42,5 cm. Kieł zagina się o 90° lub więcej w stosunku do korzenia, co nie następuje w jednolitej płaszczyźnie, ponieważ wygina się ku tyłowi w trakcie wzrostu. Kły używane są do rycia w ziemi, walki z innymi osobnikami i w obronie przed drapieżnikami - dolna para jest w stanie zadać poważne obrażenia.
Kość słoniowa guźca zwyczajnego jest pobierana z ciągle rosnących kłów, w szczególności z górnej pary kłów. Jest ona wykorzystywana do różnego rodzaju dekoracji, które w stosunku do tych wykonanych z ciosów słoni, są mniejsze w skali. Są one głównie kupowane przez turystów we wschodniej i południowej Afryce.
Głowa guźca zwyczajnego jest duża w stosunku do jego ciała, z grzywą ciągnącą się wzdłuż całego kręgosłupa. Ciało pokryte jest rzadkim włosiem, zwykle koloru brązowego lub czarnego. Ogon jest długi, zakończony kępką włosów. Guźce zwyczajne nie posiadają tłuszczu podskórnego, a ich sierść jest skąpa, co czyni je podatnymi na wysokie temperatury.

## Ekologia
Guziec zwyczajny jest jednym z dwóch gatunków świniowatych (obok guźca pustynnego (fakoszera)), który posiada adaptacje pozwalające przetrwać w środowisku sawanny. Jest wszystkożerny – jada trawy, korzenie, różnorakie owoce, korę drzewną, grzyby, insekty, jaja oraz padlinę. Pokarm zmienia się w zależności od pory roku. W porze deszczowej ściera i nadgryza krótkie, całoroczne trawy. W porze suchej żywi się głównie bulwami, kłączami i korzeniami. Guziec jest doskonałym kopaczem, do czego wykorzystuje zarówno pysk jak i kopyta. Podczas jedzenia często zgina przednie nogi do tyłu i przemieszcza się na nadgarstkach. Zrogowaciałe narośle na przegubach przednich kończyn powstające już we wczesnym rozwoju płodowym, Choć jest w stanie kopać własne nory, często zajmuje opuszczone nory mrówników afrykańskich i innych zwierząt. Guziec zazwyczaj wchodzi do nory tyłem, z głową w stronę wejścia, by być w stanie z niej szybko wybiec w razie potrzeby. By poradzić sobie z wysoką temperaturą, guźce często tarzają się w błocie, natomiast w celu adaptacji do niskich temperatur zbierają się razem w grupę.

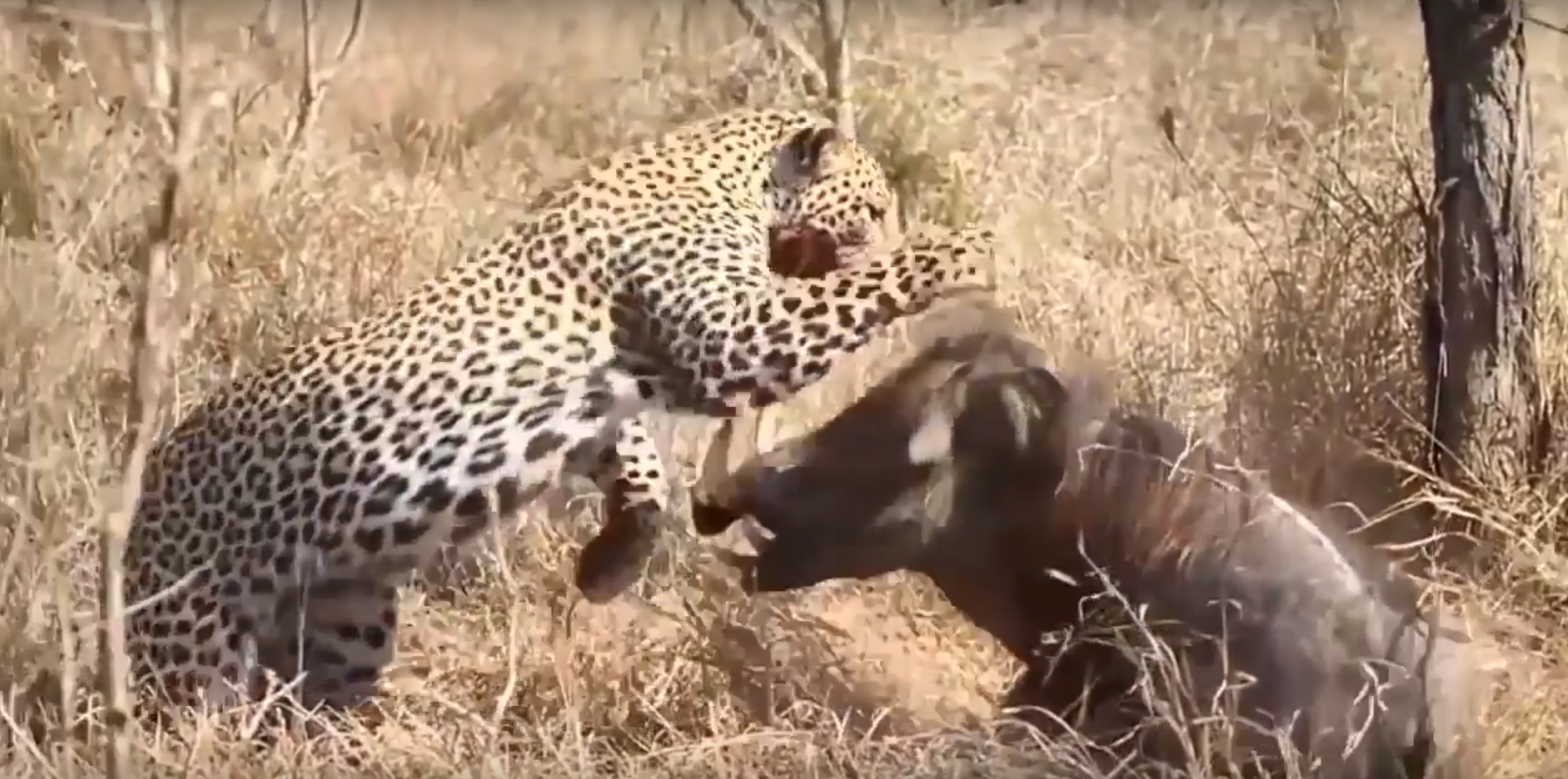
Guziec walczący z lampartem

Choć są zdolne do walki (samce bardzo agresywnie walczą ze sobą w trakcie rui), główną obroną guźców jest ucieczka w szybkim sprincie. Głównymi drapieżcami guźców zwyczajnych są ludzie, lwy, lamparty, gepardy, krokodyle, likaony i hieny. Ptaki drapieżne, takie jak wojownik zbrojny lub puchacz mleczny, czasami polują na warchlaki. Jednakże, jeśli samica guźca zwyczajnego ma młode, będzie bronić ich bardzo agresywnie. Zdarzały się okazjonalne obserwacje guźców szarżujących pomiędzy duże drapieżniki, a nawet raniące je. Guźce zwyczajne często wchodzą też w symbiotyczne interakcje z takimi gatunkami jak mungo pręgowany i kotawiec sawannowy, które iskają guźce i usuwają kleszcze.

## Zachowania społeczne i rozmnażanie
Guźce zwyczajne nie są terytorialne, lecz grupy rodzinne, w których żyją, zajmują zazwyczaj pewien obszar, na którym pozostają. Grupy rodzinne są tworzone przez samice i ich młode. Samice zwykle pozostają w grupach, w których się narodziły, podczas gdy samce opuszczają grupę, lecz nadal pozostają w obrębie siedliska. Młode samce zbierają się w swoje własne grupy, lecz żyją samotnie gdy stają się dorosłe. Dorosłe samce dołączają do grup rodzinnych tylko w okresie rui. Guźce posiadają dwa gruczoły w obrębie twarzy – gruczoł kłowy i gruczoł łojowy. Guźce obydwu płci rozpoczynają zaznaczanie terenu w wieku 6–7 miesięcy. Samce zaznaczają częściej niż samice. Oznaczają głównie tereny, na których śpią i żerują oraz wodopoje. Guźce zwyczajne używają znaczenia kłami w zalotach, zachowaniach antagonistycznych oraz by zaznaczyć swą pozycję w grupie.

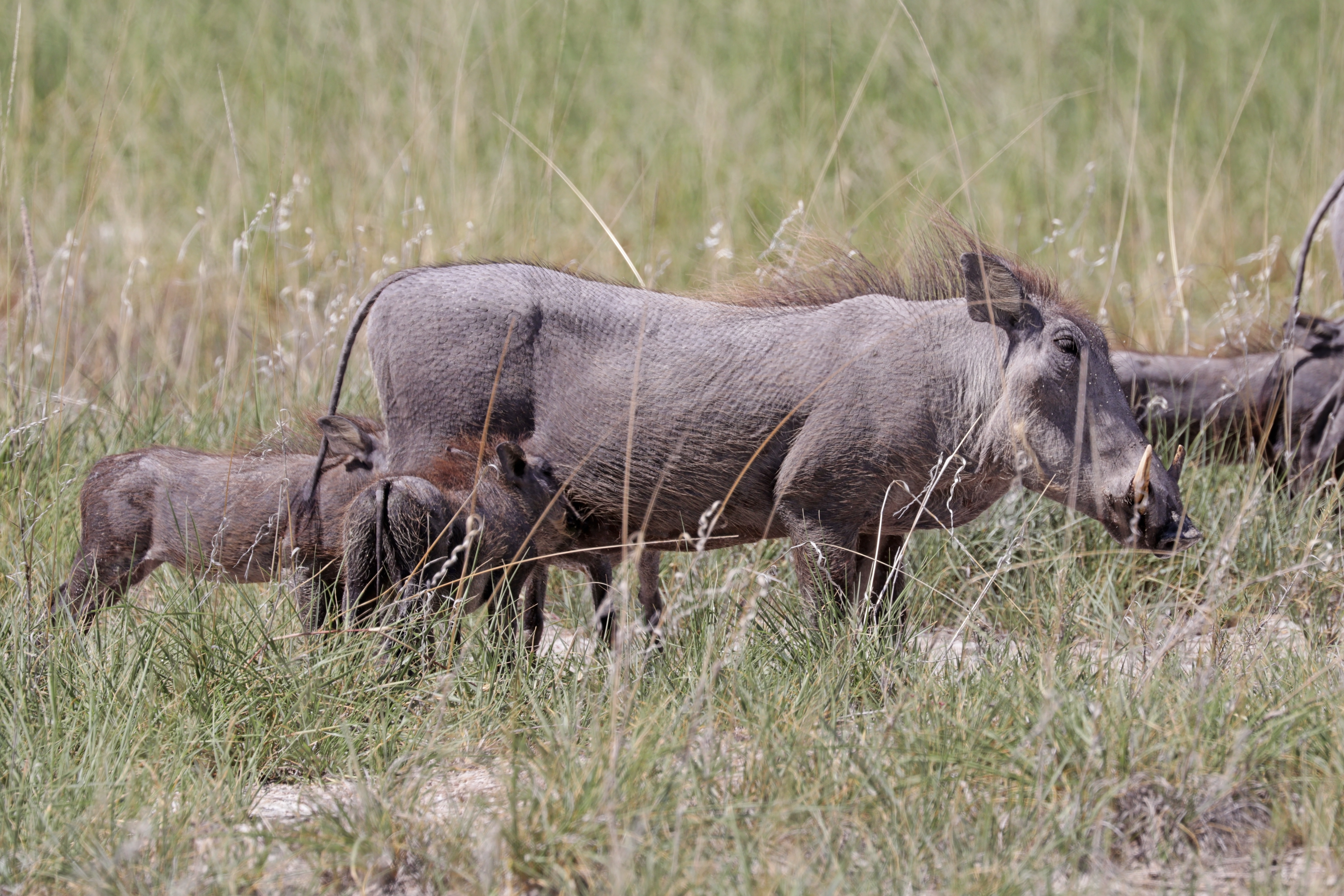
Młode; Park Narodowy Etoszy, Namibia
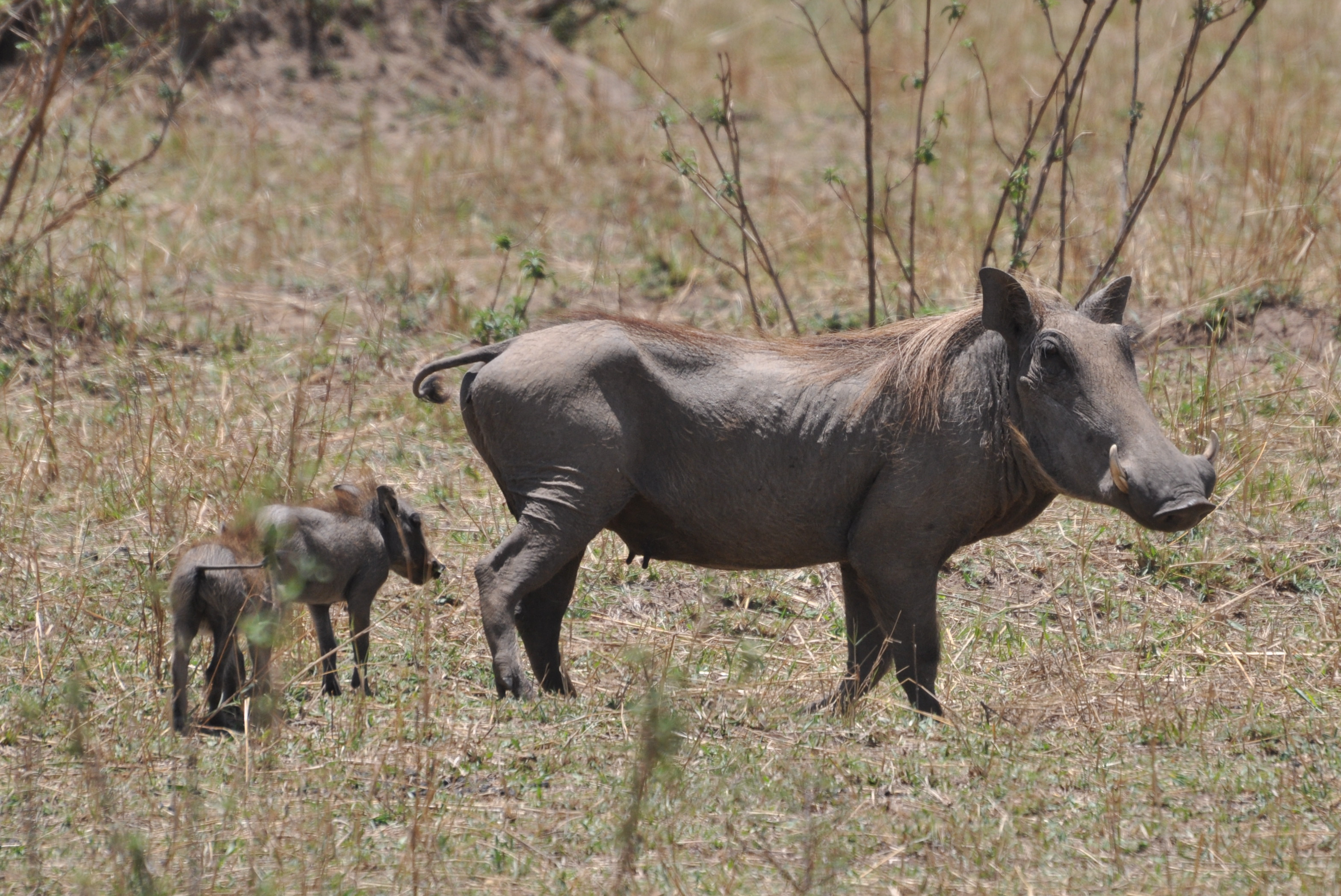
Samica z młodymi; Park Narodowy Etoszy, Namibia
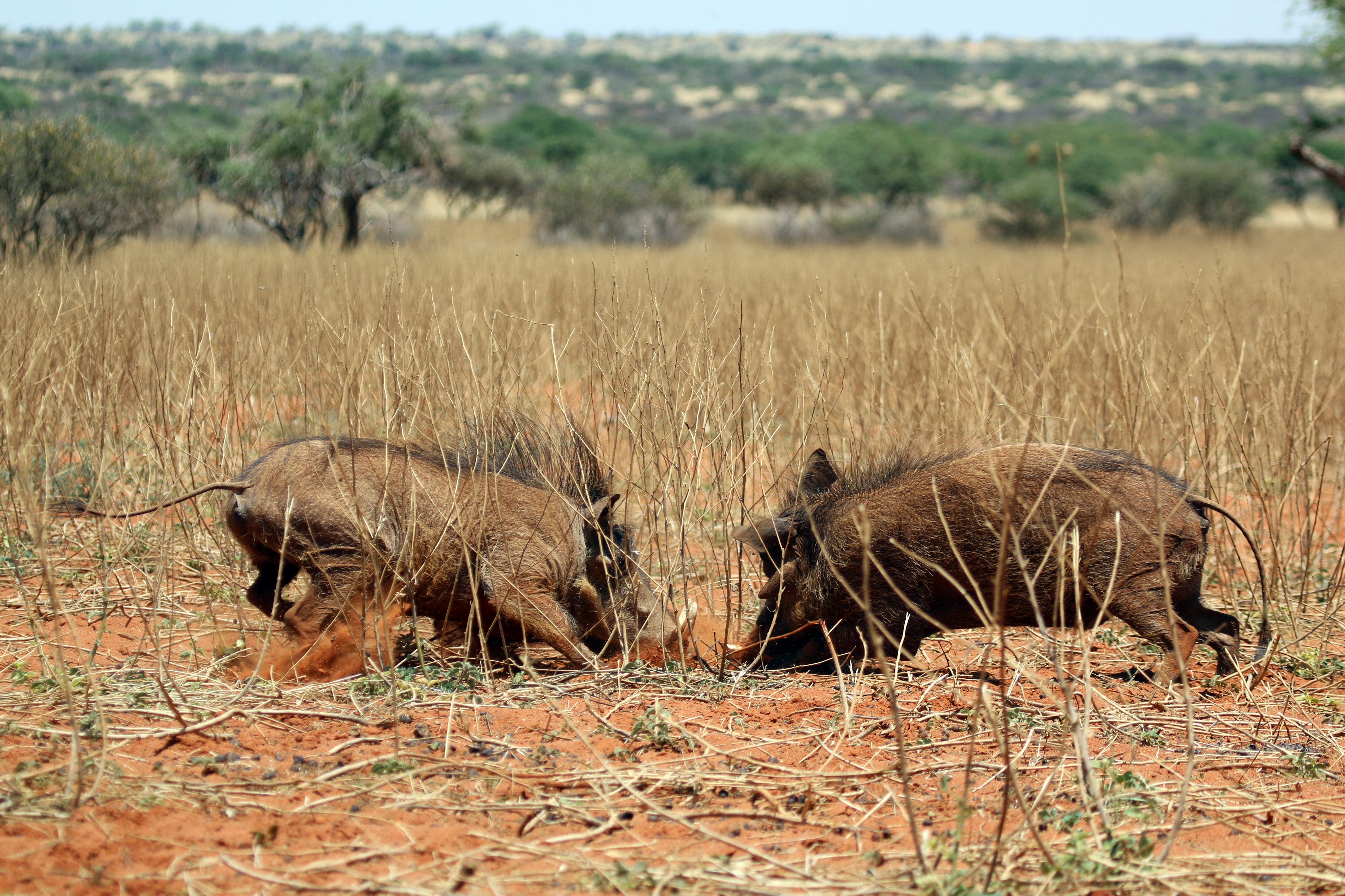
Młode samce w trakcie walki; Rezerwat Tswalu Kalahari, RPA
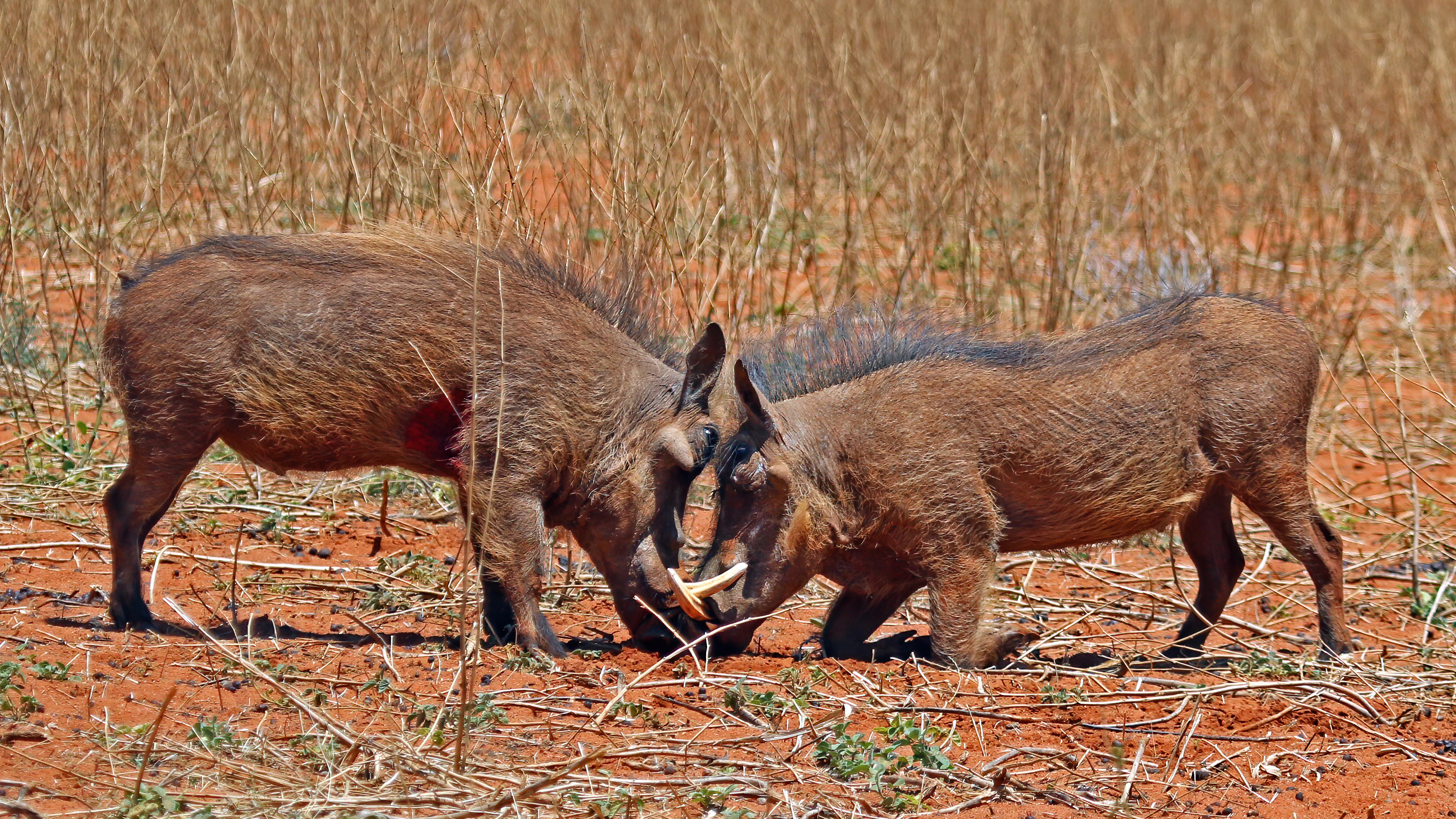
Młody samiec ugina się, by chronić szyję; Rezerwat Tswalu Kalahari, RPA
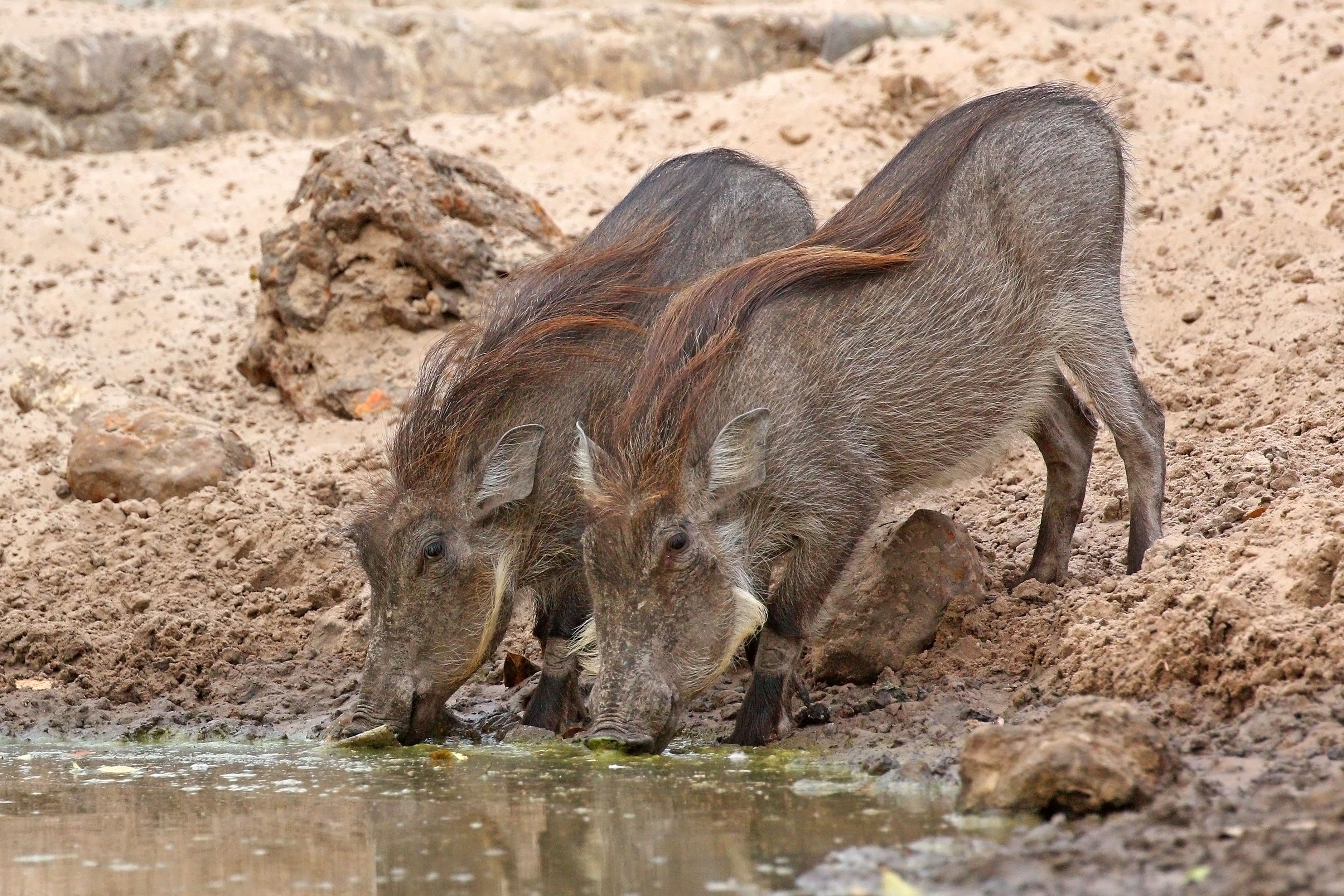
Młode guźce; Senegal

Guźce zwyczajne mają okres godowy rozpoczynający się późno w porze deszczowej lub wcześnie w porze suchej, natomiast narodziny młodych zaczynają się kolejną porą suchą. Parzenie się guźców odbywa się na zasadzie „zakładki” – tereny, które zajmuje dana grupa rodzinna samców i samic, zaczynają się na siebie nakładać. W tym czasie codzienne zachowanie samic staje się nieprzewidywalne. Knury używają dwóch strategii parzenia w trakcie rui. „Strategia pozostawania” polega na pozostawaniu przy konkretnych samicach i obronie ich lub ważnego dla nich źródła zasobów. W „strategii wędrowania” knury wyszukują loch w okresie rui i rywalizują o nie między sobą. Knury wyczekują, aż lochy wyjdą ze swych nor, po czym knur dominujący będzie eliminował każdego innego knura, który będzie próbował zalotów w kierunku jego samicy. Gdy locha opuszcza swe legowisko, knur będzie próbował demonstrować swą dominację i będzie za nią podążał aż do kopulacji.
Typowo ciąża u guźców trwa od 5 do 6 miesięcy. Tuż przed porodem lochy opuszczają tymczasowo swe rodziny by wydać na świat warchlaki w oddzielnej norze. Miot to 2–8 warchlaków, choć zazwyczaj liczba młodych mieści się w granicach 2–4. Locha pozostaje przez kilka tygodni w norze, opiekując się młodymi. Zaobserwowano, że lochy, które utraciły własne potomstwo, opiekują się młodymi innych samic. To zachowanie jest przejawem kooperacji wewnątrzgatunkowej, a wręcz wydaje się być wewnątrzgatunkowym altruizmem. Warchlaki zaczynają odżywiać się pokarmem typowym dla dorosłych osobników po 2-3 tygodniach od narodzin, natomiast całkowicie przestają odżywiać się pokarmem matki po 6 miesiącach życia. Młode szybko stają się ruchliwe, lecz pozostają blisko matki dla obrony.

## Kategoria zagrożenia
Od 1999 roku, populacja guźca zwyczajnego w południowej Afryce jest szacowana na 250 000 osobników. Zwykle zagęszczenie populacji waha się od 1 do 10 osobników na km² w obszarach chronionych, lecz lokalnie (np. na terenie Parku Narodowego Jeziora Nakuru) może ono sięgać nawet 77 osobników na km². Gatunek ten jest podatny na susze i polowania (szczególnie z użyciem psów), co może być przyczyną lokalnych wyginięć. Guźce zwyczajne są obecne w wielu obszarach chronionych na swoim szerokim zasięgu występowania.

## Znaczenie gospodarcze
Badania wskazują, że mięso guźców  jest źródłem białka nadającego  się do spożycia przez ludzi co więcej może być ono promowane ze względu na ważne właściwości odżywcze. Cecha ta sprawia, że mięso z guźców jest spożywane na kontynencie afrykańskim. Można zamówić je w wielu restauracjach w Afryce gdzie wykorzystuje się to jako atrakcje dla turystów.

## Guziec w kulturze
Guziec Pumba to bohater serialu animowanego Timon i Pumba produkcji Walta Disneya oraz bohaterem drugoplanowym filmu Król lew z 1994 roku, którego ów serial jest spin offem. Pojawia się również w kolejnych częściach, w filmach Król lew II i Król lew III, w serialu Lwia Straż emitowanym na Disney Junior oraz w filmie Król lew z 2019 roku. Razem ze swoim przyjacielem Timonem (surykatką) przeżywa wiele przygód.